# Silikone
Silikone eller silicone (Kemisk Ordbog) er en gruppe kunststoffer, som er resistente over for kemiske påvirkninger. Det engelske ord silicon er navnet på grundstoffet silicium.
Silikoner er siliciumholdige polymerer, hvis kemiske formel kan angives som [R2SiO]n, hvor R er organiske grupper (f.eks methyl). Silikoner er typisk farveløse olier eller gummilignende substanser. Silikoner bliver anvendt i forsegling, lime, smøremidler, medicin, køkkenudstyr, termisk isolering og elektrisk isolering. Nogle almindelige former omfatter silikoneolie, silikonefedt, silikonegummi, silikoneharpiks og silikone kalfatring.
Silikone bruges blandt andet til kunstige brystimplantater. Andre anvendelser er som fugemasse på badeværelser, rundt om vinduer eller andre steder, hvor der skal være vandtæt. De fleste typer silikoneholdig fugemasse er svære eller umulige at male på efterfølgende. Disse fugemasser kan være baseret på enten alkohol, oxim, vand eller modificeret silan. Deres egenskaber og anvendelsesområder kan variere.
I industrien har silikone mange forskellige anvendelser som følge af, at materialet kan fremstilles i alle fysiske former og med en elasticitet, der passer til det givne formål.
Man begyndte at bruge silikone til beskyttelse af elektroniske apparater i 1990’erne, da mobiltelefoner begyndte at blive hvermandseje. Efter mobiltelefoner fulgte silikonebeskyttelse i form af 'covers' til bærbare PC'er, digitale kameraer og tablets. Silikone har den fordel, at det bedre end plast og metal beskytter mod stød. Samtidig kan man med silikone beskytte større områder af elektroniske apparater. Silikonen kan, når den monteres udvides, hvorefter den som følge af materialets elasticitet trækker sig sammen igen omkring sårbare områder på apparatet. Etuier eller covers af silikone har også den fordel, at overfladen generelt har en høj friktion, hvilket giver et bedre greb på apparatet i hånden og forhindrer apparatet i at glide på en glat overflade.